# Roger the Engineer
Roger the Engineer (kallad Yardbirds i Storbritannien och Over Under Sideways Down i Tyskland och Frankrike) är ett album av den brittiska rockgruppen The Yardbirds utgivet 1966. 
Det här albumet var det första gruppen gav ut som enbart innehöll egenskrivna kompositioner och även det första där Jeff Beck medverkade fullt ut. "Over Under Sideways Down" är kanske den mest kända låten från albumet. På den nyutgivna cd-utgåvan finns hiten "Happenings Ten Years Time Ago" också med.
Den officiella titeln var ursprungligen The Yardbirds men albumet har kommit att kallas Roger the Engineer efter teckningen på skivomslaget, en karikatyr av bandets studiotekniker Roger Cameron gjord av bandmedlemmen Chris Dreja.

## Låtlista
Låtar utan angiven upphovsman är skrivna av Jeff Beck, Chris Dreja, Jim McCarty, Keith Relf och Paul Samwell-Smith.
Sida ett
1. "Lost Woman" - 3:12
2. "Over, Under, Sideways, Down" - 2:21
3. "The Nazz Are Blue" (Jeff Beck) - 3:01
4. "I Can't Make Your Way" (Chris Dreja/Jim McCarty/Keith Relf/Paul Samwell-Smith) - 2:22
5. "Rack My Mind" - 3:12
6. "Farewell" (Jim McCarty/Keith Relf/Paul Samwell-Smith) - 1:28

Sida två
1. "Hot House of Omagarashid" - 2:54
2. "Jeff's Boogie" (Jeff Beck) - 1:44
3. "He's Always There" (Jim McCarty/Paul Samwell-Smith) - 2:35
4. "Turn into Earth" - 2:22
5. "What Do You Want" - 2:12
6. "Ever Since the World Began" - 3:03

## Medverkande
- Jeff Beck - bas, gitarr, sång
- Chris Dreja - gitarr
- Jim McCarty - trummor
- Keith Relf - munspel, sång
- Paul Samwell-Smith - bas